# Вовси, Мирон Семёнович
Миро́н Семёнович (Ме́ер Си́монович) Во́вси (1 [13] мая 1897, Креславка, Витебская губерния, Российская империя — 6 июня 1960, Москва, СССР) — советский терапевт и учёный-медик. Доктор медицинских наук (1936), профессор (1936), генерал-майор медицинской службы (1943). Заслуженный деятель науки РСФСР (1944), академик АМН СССР (1948).

## Биография
Родился 1 (13) мая 1897 год (по другим данным 12 мая) в Креславке Витебской губернии, в семье лесопромышленника Шимона Мееровича Вовси (1852—1941) и Ривки Ланде (1861 — после 1935). У него были братья Борис (Бер-Лейб, 1892—1941, врач, как и отец, убит с семьёй нацистами в Даугавпилсе в 1941 году) и Моисей (умер в студенческие годы). Когда он был ребёнком семья переехала в Ригу, учился в немецкой гимназии. Отец к тому времени уже был купцом первой гильдии, семья жила на улице Романовской, дом № 155.
Поступил на медицинский факультет Юрьевского университета, с началом Гражданской войны был вынужден прервать занятия. Окончил медицинский факультет Московского университета (1919).
В РККА с 1919 года. Участник Гражданской войны — старший врач полка 6-й Петроградской пролетарской дивизии.
С 1936 года — заведующий кафедрой терапии Центрального института усовершенствования врачей, в 1941—1950 годах — главный терапевт Советской Армии.
Автор научных работ, преимущественно о лечении болезней почек, лёгких, органов кровообращения; разработал основные положения военно-полевой терапии, одним из создателей которой он является.
Во время Великой Отечественной войны Вовси участвовал в разработке и внедрении системы терапевтических мероприятий в войсках, изучал особенности заболеваний у военнослужащих в действующей армии.
Был арестован по делу врачей, но 3 апреля 1953 года вместе с другими обвиняемыми был освобождён  и восстановлен на работе.

## Семья
- Жена — Вера Львовна (Лейбовна) Вовси (урождённая Дворжец, 1897—1978), врач-лаборант, была арестована вместе с мужем[4].
  - Дочь — Любовь Мироновна Вовси[5] (род. 1925), выпускница физического факультета МГУ, научный сотрудник ВНИИ телевидения в Ленинграде (была уволена в связи с арестом родителей, впоследствии восстановлена)[6]. Её муж — доктор военно-морских наук Анатолий Львович Лифшиц (1918—2017), профессор Военно-морской академии, затем заведующий кафедрой разработки автоматизированных систем управления предприятиями Санкт-Петербургской государственной академии методов и техники управления, участник Великой Отечественной войны, капитан I ранга, автор монографий «Эскадренные миноносцы» (1960), «Статистическое моделирование систем массового обслуживания» (1978), «Деловые игры в управлении» (1989), книги воспоминаний «На море и на суше» (2008).
- Зять — Иосиф Григорьевич Дембо (1912—1978), был сыном видного гигиениста и эпидемиолога Григория Исааковича Дембо (1872—1939).
- Троюродный брат — народный артист СССР Соломон Михоэлс.
- Племянники (дети двоюродной сестры) — математики Акива Моисеевич Яглом и Исаак Моисеевич Яглом.

## После войны
После войны:
- один из редакторов многотомного труда «Опыт советской медицины в Великой Отечественной войне 1941—1945 гг.»,
- один из редакторов «Энциклопедического словаря военной медицины»,
- редактор журнала «Клиническая медицина»,
- заместитель председателя Всесоюзного научного общества терапевтов.

Работал в Кремлёвской больнице консультантом, где лечил многих членов советского правительства и военачальников. Арестован в конце января 1953 г. по «делу врачей», подвергнут пыткам и объявлен главарём антисоветской террористической организации. После смерти И. В. Сталина дело было прекращено, М. С. Вовси освобождён.
Продолжил научную и клиническую работу в Московской клинической больнице имени С. Боткина.
В 1959 году у М. С. Вовси развилась саркома ноги, потребовавшая её ампутации.
После недолгой ремиссии в 1960 году он умер, похоронен в Москве, на новом Донском кладбище.

## Награды
- 2 ордена Ленина (…; 08.09.1945)
- орден Красного Знамени (01.08.1944)
- орден Трудового Красного Знамени (20.05.1947)
- орден Красной Звезды
- медали

## Сочинения
- «Болезни системы мочеотделения». М., 1960. 252 с;
- «Клинические лекции». М., 1961. 238 с.